# Одзенья
Одзенья (итал. Ozegna) — коммуна в Италии, располагается в регионе Пьемонт, в провинции Турин.
Население составляет 1220 человек (2008 г.), плотность населения составляет 244 чел./км². Занимает площадь 5 км². Почтовый индекс — 10080. Телефонный код — 0124.
В коммуне 8 сентября особо празднуется Рождество Пресвятой Богородицы.

## Демография
Динамика населения:

## Администрация коммуны
- Официальный сайт: http://www.comune.ozegna.to.it/ Архивная копия от 31 июля 2010 на Wayback Machine